# Sebastian Schachten
Sebastian Schachten (Bad Karlshafen, 1984. november 6. –) német labdarúgó.